# Daïtro
Daïtro est un groupe de screamo français, originaire de Lyon, en Rhône-Alpes. Ils se forment en 2000 comme quatuor, mais devient quintet après le départ du bassiste, et à l'arrivée de Gwen et Aurélien. La formation comprenait le chanteur Aurélien Verdant, le guitariste et chanteur Julien Paget, le bassiste Gwenaël Grosclaude, le guitariste Samuel Moncharmont (1981-2021), et le batteur Benoît Desvignes. En 2012, ils annoncent leur séparation.

## Biographie
En 1997, Paget, Moncharmont et Desvignes, alors adolescents, décident de former un groupe et de jouer des instruments. En 2000, ils rencontrent Thomas et forment officiellement le groupe. Le groupe joue en France en juin 2001, puis plus tard en Europe, au Japon et aux États-Unis.
Après un premier 45t en 2002, le groupe publie son premier EP Des cendres, je me consume en 2004, ainsi qu'un split avec Raein. Après une tournée en Europe, Grosclaude les rejoint pour enregistrer leur premier album studio, Laisser vivre les squelettes en 2005. En mai 2006, le groupe tourne au Japon, où ils y publieront l'édition japonaise de l'album Laisser vivre les squelettes en CD. À l'été 2007, le groupe tourne aux États-Unis avec Ampere puis en Europe en décembre 2007 avec Heaven In Her Arms (du Japon). Le groupe enregistre un split avec Sed Non Satiata publié en 2007. En 2009, ils publient leur deuxième album studio, Y,. En décembre 2009, le groupe annonce une pause temporaire. Le groupe effectue une seule représentation le 20 juillet 2010, en France. En 2012, après un dernier concert à Toulouse avec Sed Non Satiata et Aghast, ils annoncent leur séparation.

## Membres

### Derniers membres
- Aurélien Verdant – chant (2004–2012)
- Julien Paget – guitare rythmique, chœurs (2004–2012), chant (2000-2004)
- Samuel Moncharmont – guitare solo (2000–2012)
- Gwenael Grosclaude – guitare basse (2004–2012)
- Benoit Desvignes – batterie (2000–2012)

### Ancien membre
- Thomas – basse (2000-2004)

## Discographie

### Albums studio
- 2005 : Laisser vivre les squelettes
- 2009 : Y

### EP
- 2002 : 7"
- 2004 : Des cendres, je me consume
- 2007 : US tour 7"

### Compilations
- 2008 : 2004-2007
- 2010 : Vinyl Collected
- 2011 : 2002-2005 Retrospective

### Splits
- 2004 : The Harsh Words as the Sun (split avec Raein et Lhasa)
- 2004 : Split avec Raein
- 2007 : Split avec Ampere
- 2007 : Split avec Sed Non Satiata

### Apparitions
- 2005 : This is Your Life (2xLP)
- 2005 : The Emo Armageddon 7"